# Offenbacher Fußball-Club Kickers 1901 2009-2010
Questa voce raccoglie le informazioni riguardanti l'Offenbacher Fußball-Club Kickers 1901 nelle competizioni ufficiali della stagione 2009-2010.

## Stagione
Nella stagione 2009-2010 il Kickers Offenbach, allenato da Hans-Jürgen Boysen, Steffen Menze e Wolfgang Wolf, concluse il campionato di 3. Liga al 7º posto. In Coppa di Germania il Kickers Offenbach fu eliminato al primo turno dall'Eintracht Francoforte.

## Rosa
| N. |                      | Ruolo | Calciatore           |
| -- | -------------------- | ----- | -------------------- |
| 1  | Germania (bandiera)  | P     | Daniel Endres        |
| 2  | Germania (bandiera)  | D     | Alexander Huber      |
| 3  | Germania (bandiera)  | D     | Daniel Goldschmitt   |
| 3  | Germania (bandiera)  | D     | Nils Teixeira        |
| 5  | Germania (bandiera)  | D     | Maik Schutzbach      |
| 6  | Rep. Ceca (bandiera) | D     | Martin Hyský         |
| 7  | Germania (bandiera)  | C     | Tufan Tosunoğlu      |
| 8  | Francia (bandiera)   | A     | David Ulm            |
| 11 | Germania (bandiera)  | C     | Christian Fröhlich   |
| 13 | Germania (bandiera)  | D     | Marc Heitmeier       |
| 14 | Germania (bandiera)  | C     | Marius Laux          |
| 15 | Germania (bandiera)  | C     | Christian Pospischil |
| 16 | Germania (bandiera)  | C     | Sebastian Rode       |
| 17 | Germania (bandiera)  | C     | Stefan Zinnow        |

| N. |                     | Ruolo | Calciatore            |
| -- | ------------------- | ----- | --------------------- |
| 18 | Germania (bandiera) | C     | Steffen Haas          |
| 19 | Germania (bandiera) | C     | Simon Pospischil      |
| 20 | Germania (bandiera) | A     | Mirnes Mesic          |
| 21 | Germania (bandiera) | D     | Mounir Chaftar        |
| 22 | Turchia (bandiera)  | A     | Uğur Albayrak         |
| 23 | Germania (bandiera) | C     | Nils Pfingsten-Reddig |
| 24 | Germania (bandiera) | C     | Benjamin Baier        |
| 25 | Germania (bandiera) | P     | Maurice Paul          |
| 26 | Germania (bandiera) | D     | Marko Kopilaš         |
| 26 | Germania (bandiera) | A     | Kai Hesse             |
| 27 | Belgio (bandiera)   | C     | Tom Moosmayer         |
| 28 | Germania (bandiera) | P     | Robert Wulnikowski    |
| 32 | Germania (bandiera) | C     | Baris Odabas          |

## Organigramma societario
Area tecnica
- Allenatore: Wolfgang Wolf
- Allenatore in seconda: Tobias Dudeck
- Preparatore dei portieri: René Keffel
- Preparatori atletici:

## Calciomercato

### Sessione estiva
| Acquisti | Acquisti              | Acquisti                  | Acquisti |
| R.       | Nome                  | da                        | Modalità |
| -------- | --------------------- | ------------------------- | -------- |
| D        | Marko Kopilaš         | Wehen Wiesbaden           |          |
| C        | Marius Laux           | Colonia II                |          |
| P        | Maurice Paul          | Eintracht Francoforte U19 |          |
| C        | Nils Pfingsten-Reddig | Kickers Emden             |          |
| C        | Simon Pospischil      | Kickers Offenbach II      |          |
| D        | Nils Teixeira         | Bayer Leverkusen II       |          |
| A        | David Ulm             | FSV Francoforte           |          |

| Cessioni | Cessioni           | Cessioni               | Cessioni |
| R.       | Nome               | a                      | Modalità |
| -------- | ------------------ | ---------------------- | -------- |
| A        | Matthias Morys     | PSFK Černomorec Burgas |          |
| D        | Nassim Banouas     | Kickers Offenbach II   |          |
| C        | Sebastian Becker   | Rot-Weiß Erfurt        |          |
| A        | Kim-Pascal Boysen  | ASV Durlach            |          |
| D        | Fouad Brighache    | Darmstadt              |          |
| C        | Daniel Damm        | FSV Fernwald           |          |
| C        | Gökhan Impis       | Elversberg II          |          |
| D        | Michael Kokocinski | Wacker Burghausen      |          |
| C        | Dennis Malura      | Rot-Weiß Erfurt        |          |
| P        | Thomas Wiener      | Borussia Neunkirchen   |          |

### Sessione invernale
| Acquisti | Acquisti      | Acquisti       | Acquisti |
| R.       | Nome          | da             | Modalità |
| -------- | ------------- | -------------- | -------- |
| C        | Tom Moosmayer | LR Ahlen       |          |
| A        | Kai Hesse     | Kaiserslautern |          |

| Cessioni | Cessioni       | Cessioni         | Cessioni |
| R.       | Nome           | a                | Modalità |
| -------- | -------------- | ---------------- | -------- |
| D        | Patrick Huckle | Waldhof Mannheim |          |
| A        | Suat Türker    | Wehen Wiesbaden  |          |

## Risultati

### 3. Liga

#### Girone di andata
| Offenbach am Main 25 luglio 2009, ore 14:00 CEST 1ª giornata | Kickers Offenbach | 0 – 0 referto | Erzgebirge Aue | Stadion am Bieberer Berg (7 786 spett.)\| Arbitro: \| Aytekin \| |
| Arbitro:                                                     | Aytekin           |               |                |                                                                  |

| Arbitro: | Steinhaus-Webb |

|  |           |                           |
|  | Marcatori | 23’ Schutzbach 81’ Zinnow |

| Arbitro: | Steuer |

|                      |           |  |
| Zinnow 5’ Türker 19’ | Marcatori |  |

| Dortmund 15 agosto 2009, ore 14:00 CEST 4ª giornata | Borussia Dortmund II | 0 – 0 referto | Kickers Offenbach | Stadio Rote Erde (1 497 spett.)\| Arbitro: \| Schriever \| |
| Arbitro:                                            | Schriever            |               |                   |                                                            |

| Arbitro: | Valentin |

|                        |           |                               |
| Kopilaš 44’ Zinnow 65’ | Marcatori | 52’ Sykora 57’ Holt 84’ Jerat |

| Arbitro: | Petersen |

|            |           |  |
| Cappek 30’ | Marcatori |  |

| Arbitro: | Bandurski |

|                                  |           |  |
| Haas 28’ Pospischil 45’ Laux 79’ | Marcatori |  |

| Arbitro: | Osmers |

|  |           |         |
|  | Marcatori | 37’ Ulm |

| Arbitro: | Schößling |

|             |           |          |
| Stoilov 14’ | Marcatori | 12’ Rode |

| Arbitro: | Aarnink |

|  |           |               |
|  | Marcatori | 44’ Neuendorf |

| Arbitro: | Drees |

|                   |           |                        |
| Schweinsteiger 6’ | Marcatori | 67’ Pospischil 85’ Ulm |

| Arbitro: | Thomsen |

|                                                       |           |  |
| Pospischil 25’ Ulm 41’ Mesic 77’ Pfingsten-Reddig 87’ | Marcatori |  |

| Arbitro: | Dittrich |

|                      |           |                                           |
| Savran 25’ Dobrý 37’ | Marcatori | 34’ Haas 42’, 65’ (rig.) Mesic 89’ Zinnow |

| Arbitro: | Cortus |

|                         |           |                 |
| Pospischil 14’ Haas 78’ | Marcatori | 74’ Schnatterer |

| Arbitro: | Unger |

|            |           |           |
| Lorenz 90’ | Marcatori | 45’ Mesic |

| Arbitro: | Sippel |

|                    |           |  |
| Laux 13’ Mesic 72’ | Marcatori |  |

| Arbitro: | Wingenbach |

|                                  |           |                        |
| Ziemer 3’ Gehring 23’ Öztürk 55’ | Marcatori | 28’ Mesic 60’, 65’ Ulm |

| Arbitro: | Achmüller |

|                              |           |                            |
| Huber 34’ Ulm 41’ Zinnow 76’ | Marcatori | 15’, 86’ Dorn 52’ Eberlein |

| Arbitro: | Steinberg |

|                     |           |           |
| Sène 61’ Yılmaz 76’ | Marcatori | 18’ Huber |

#### Girone di ritorno
| Arbitro: | Petersen |

|                                       |           |                              |
| Klotz 48’ Braham 65’, 76’ Glasner 86’ | Marcatori | 3’ (aut.) Glasner 24’ Zinnow |

| Offenbach am Main 18 dicembre 2009, ore 18:30 CET 21ª giornata | Kickers Offenbach | 0 – 0 referto | Rot-Weiß Erfurt | Stadion am Bieberer Berg (6 743 spett.)\| Arbitro: \| Seiwert \| |
| Arbitro:                                                       | Seiwert           |               |                 |                                                                  |

| Arbitro: | Bandurski |

|           |           |  |
| Stang 50’ | Marcatori |  |

| Arbitro: | Metzen |

|                  |           |                           |
| Mesic 46’ (rig.) | Marcatori | 11’ Piossek 22’ Hünemeier |

| Kiel 16 marzo 2010, ore 19:00 CET 24ª giornata | Holstein Kiel | 0 – 0 referto | Kickers Offenbach | Holstein-Stadion (3 333 spett.)\| Arbitro: \| Thomsen \| |
| Arbitro:                                       | Thomsen       |               |                   |                                                          |

| Arbitro: | Nowak |

|                              |           |  |
| Kopilaš 7’ Mesic 18’ Ulm 89’ | Marcatori |  |

| Braunschweig 27 febbraio 2010, ore 14:00 CET 26ª giornata | Eintracht Braunschweig | 0 – 0 referto | Kickers Offenbach | Eintracht-Stadion (12 000 spett.)\| Arbitro: \| Beitinger \| |
| Arbitro:                                                  | Beitinger              |               |                   |                                                              |

| Arbitro: | Sönder |

|                                              |           |  |
| Hesse 10’ Haas 12’, 77’ Pfingsten-Reddig 81’ | Marcatori |  |

| Offenbach am Main 13 marzo 2010, ore 14:00 CET 28ª giornata | Kickers Offenbach | 0 – 0 referto | Jahn Ratisbona | Stadion am Bieberer Berg (7 203 spett.)\| Arbitro: \| Steinhaus-Webb \| |
| Arbitro:                                                    | Steinhaus-Webb    |               |                |                                                                         |

| Arbitro: | Osmers |

|            |           |  |
| Gerber 89’ | Marcatori |  |

| Arbitro: | Glasmacher |

|           |           |                                                     |
| Hesse 16’ | Marcatori | 21’ (aut.) Goldschmitt 29’ Schweinsteiger 58’ Grech |

| Jena 31 marzo 2010, ore 18:45 CEST 31ª giornata | Carl Zeiss Jena | 0 – 0 referto | Kickers Offenbach | Ernst-Abbe-Sportfeld (9 431 spett.)\| Arbitro: \| Dittrich \| |
| Arbitro:                                        | Dittrich        |               |                   |                                                               |

| Arbitro: | Achmüller |

|           |           |  |
| Mesic 77’ | Marcatori |  |

| Arbitro: | Steuer |

|  |           |                      |
|  | Marcatori | 48’ Mesic 53’ Zinnow |

| Arbitro: | Unger |

|  |           |            |
|  | Marcatori | 90’ Müller |

| Arbitro: | Beitinger |

|                             |           |  |
| Schipplock 15’ Schieber 28’ | Marcatori |  |

| Arbitro: | Thomsen |

|                             |           |  |
| Mesic 7’ Zinnow 22’ Ulm 90’ | Marcatori |  |

| Arbitro: | Metzen |

|                     |           |               |
| Jungwirth 4’ (rig.) | Marcatori | 62’ Tosunoğlu |

| Arbitro: | Schriever |

|                                                |           |             |
| Tosunoğlu 12’ Baier 55’ Albayrak 58’ Hesse 71’ | Marcatori | 2’ Sikorski |

### Coppa di Germania
| Arbitro: | Stark |

|  |           |                                  |
|  | Marcatori | 71’ Schwegler 75’ Caio 86’ Meier |

## Statistiche

### Statistiche di squadra
| Competizione      | Punti | In casa | In casa | In casa | In casa | In casa | In casa | In trasferta | In trasferta | In trasferta | In trasferta | In trasferta | In trasferta | Totale | Totale | Totale | Totale | Totale | Totale | DR  |
| Competizione      | Punti | G       | V       | N       | P       | Gf      | Gs      | G            | V            | N            | P            | Gf           | Gs           | G      | V      | N      | P      | Gf     | Gs     | DR  |
| ----------------- | ----- | ------- | ------- | ------- | ------- | ------- | ------- | ------------ | ------------ | ------------ | ------------ | ------------ | ------------ | ------ | ------ | ------ | ------ | ------ | ------ | --- |
| 3. Liga           | 57    | 19      | 10      | 4       | 5       | 35      | 15      | 19           | 5            | 8            | 6            | 20           | 20           | 38     | 15     | 12     | 11     | 55     | 35     | +20 |
| Coppa di Germania | -     | 1       | 0       | 0       | 1       | 0       | 3       | 0            | 0            | 0            | 0            | 0            | 0            | 1      | 0      | 0      | 1      | 0      | 3      | -3  |
| Totale            | 57    | 20      | 10      | 4       | 6       | 35      | 18      | 19           | 5            | 8            | 6            | 20           | 20           | 39     | 15     | 12     | 12     | 55     | 38     | +17 |

### Andamento in campionato
| Giornata  | 1  | 2 | 3 | 4 | 5 | 6 | 7 | 8 | 9 | 10 | 11 | 12 | 13 | 14 | 15 | 16 | 17 | 18 | 19 | 20 | 21 | 22 | 23 | 24 | 25 | 26 | 27 | 28 | 29 | 30 | 31 | 32 | 33 | 34 | 35 | 36 | 37 | 38 |
| --------- | -- | - | - | - | - | - | - | - | - | -- | -- | -- | -- | -- | -- | -- | -- | -- | -- | -- | -- | -- | -- | -- | -- | -- | -- | -- | -- | -- | -- | -- | -- | -- | -- | -- | -- | -- |
| Luogo     | C  | T | C | T | C | T | C | T | T | C  | T  | C  | T  | C  | T  | C  | T  | C  | T  | T  | C  | T  | C  | T  | C  | T  | C  | C  | T  | C  | T  | C  | T  | C  | T  | C  | T  | C  |
| Risultato | N  | V | V | N | P | P | V | V | N | P  | V  | V  | V  | V  | N  | V  | N  | N  | P  | P  | N  | P  | P  | N  | V  | N  | V  | N  | P  | P  | N  | V  | V  | P  | P  | V  | N  | V  |
| Posizione | 11 | 3 | 3 | 4 | 7 | 9 | 5 | 4 | 6 | 9  | 6  | 2  | 1  | 1  | 1  | 1  | 1  | 1  | 2  | 4  | 3  | 4  | 6  | 6  | 5  | 6  | 5  | 7  | 7  | 7  | 7  | 7  | 7  | 7  | 8  | 7  | 7  | 7  |

Legenda:

Luogo: C = Casa; T = Trasferta. Risultato: V = Vittoria; N = Pareggio; P = Sconfitta.

### Statistiche dei giocatori
| Giocatore           | 3. Liga  | 3. Liga | 3. Liga     | 3. Liga    | Coppa di Germania | Coppa di Germania | Coppa di Germania | Coppa di Germania | Totale   | Totale | Totale      | Totale     |
| Giocatore           | Presenze | Reti    | Ammonizioni | Espulsioni | Presenze          | Reti              | Ammonizioni       | Espulsioni        | Presenze | Reti   | Ammonizioni | Espulsioni |
| ------------------- | -------- | ------- | ----------- | ---------- | ----------------- | ----------------- | ----------------- | ----------------- | -------- | ------ | ----------- | ---------- |
| U. Albayrak         | 15       | 1       | 2           | 0          | 1                 | 0                 | 1                 | 0                 | 16       | 1      | 3           | 0          |
| B. Baier            | 8        | 1       | 1           | 0          | 0                 | 0                 | 0                 | 0                 | 8        | 1      | 1           | 0          |
| M. Chaftar          | 17       | 0       | 5           | 0          | 1                 | 0                 | 0                 | 0                 | 18       | 0      | 5           | 0          |
| D. Endres           | 2        | 0       | 0           | 0          | 0                 | 0                 | 0                 | 0                 | 2        | 0      | 0           | 0          |
| C. Fröhlich         | 17       | 0       | 1           | 0          | 0                 | 0                 | 0                 | 0                 | 17       | 0      | 1           | 0          |
| D. Goldschmitt      | 5        | 0       | 0           | 0          | 0                 | 0                 | 0                 | 0                 | 5        | 0      | 0           | 0          |
| S. Haas             | 30       | 5       | 2           | 0          | 1                 | 0                 | 0                 | 0                 | 31       | 5      | 2           | 0          |
| M. Heitmeier        | 18       | 0       | 2           | 0          | 0                 | 0                 | 0                 | 0                 | 18       | 0      | 2           | 0          |
| K. Hesse            | 15       | 3       | 0           | 0          | 0                 | 0                 | 0                 | 0                 | 15       | 3      | 0           | 0          |
| A. Huber            | 37       | 2       | 3           | 0          | 1                 | 0                 | 0                 | 0                 | 38       | 2      | 3           | 0          |
| M. Hyský            | 22       | 0       | 1           | 0          | 1                 | 0                 | 0                 | 0                 | 23       | 0      | 1           | 0          |
| M. Kopilaš          | 35       | 2       | 14          | 0          | 1                 | 0                 | 0                 | 0                 | 36       | 2      | 14          | 0          |
| M. Laux             | 21       | 2       | 3           | 0          | 1                 | 0                 | 0                 | 0                 | 22       | 2      | 3           | 0          |
| M. Mesic            | 27       | 11      | 4           | 1          | 1                 | 0                 | 0                 | 0                 | 28       | 11     | 4           | 1          |
| T. Moosmayer        | 11       | 0       | 1           | 0          | 0                 | 0                 | 0                 | 0                 | 11       | 0      | 1           | 0          |
| B. Odabas           | 1        | 0       | 0           | 0          | 0                 | 0                 | 0                 | 0                 | 1        | 0      | 0           | 0          |
| M. Paul             | 0        | 0       | 0           | 0          | 0                 | 0                 | 0                 | 0                 | 0        | 0      | 0           | 0          |
| N. Pfingsten-Reddig | 33       | 2       | 2           | 0          | 0                 | 0                 | 0                 | 0                 | 33       | 2      | 2           | 0          |
| C. Pospischil       | 24       | 4       | 4           | 0          | 1                 | 0                 | 0                 | 0                 | 25       | 4      | 4           | 0          |
| S. Pospischil       | 4        | 0       | 0           | 0          | 0                 | 0                 | 0                 | 0                 | 4        | 0      | 0           | 0          |
| S. Rode             | 13       | 1       | 0           | 0          | 0                 | 0                 | 0                 | 0                 | 13       | 1      | 0           | 0          |
| M. Schutzbach       | 19       | 1       | 3           | 0          | 1                 | 0                 | 0                 | 0                 | 20       | 1      | 3           | 0          |
| N. Teixeira         | 33       | 0       | 0           | 0          | 1                 | 0                 | 0                 | 0                 | 34       | 0      | 0           | 0          |
| T. Tosunoğlu        | 4        | 2       | 1           | 0          | 0                 | 0                 | 0                 | 0                 | 4        | 2      | 1           | 0          |
| S. Türker           | 12       | 1       | 1           | 0          | 1                 | 0                 | 0                 | 0                 | 13       | 1      | 1           | 0          |
| D. Ulm              | 32       | 8       | 5           | 0          | 0                 | 0                 | 0                 | 0                 | 32       | 8      | 5           | 0          |
| R. Wulnikowski      | 37       | 0       | 1           | 0          | 1                 | 0                 | 0                 | 0                 | 38       | 0      | 1           | 0          |
| S. Zinnow           | 34       | 8       | 2           | 0          | 1                 | 0                 | 0                 | 0                 | 35       | 8      | 2           | 0          |